# Buzz
Buzz je polská nízkonákladová letecká společnost patřící do skupiny Ryanair. Vznikla roku 2018, kdy nabízela charterové spoje největším tamním cestovním kancelářím. Byla řazena mezi největší charterové letecké společnosti působící na území střední a východní Evropy. V Polsku měla společnost k roku 2019 téměř třetinový podíl na trhu a byla tak největší leteckou firmu v zemi, tedy větší než národní dopravce LOT.

## Flotila
V polovině května roku 2024 disponovala společnost 73 letouny:
| Letadlo         | Počet | Objednané | Cestující |
| --------------- | ----- | --------- | --------- |
| Boeing 737-700  | 1     | –         | 148       |
| Boeing 737-800  | 59    | –         | 189       |
| Boeing 737-8200 | 13    | –         | 197       |
| Celkem          | 73    |           |           |